# Новиков, Олег Валерьянович
Олег Валерьянович Новиков (16.1.1939, Стерлитамак, БАССР — 6.2.1990, Уфа, БАССР) — архитектор, член Союза архитекторов БАССР с 1974 года, заслуженный строитель Башкирской АССР с 1985 года.

## Биография
Родился 16 января 1939 года в Стерлитамаке. В 1968 году окончил Новосибирский инженерно-строительный институт.
В 1968—1990 годах — старший архитектор, руководитель группы, главный архитектор, начальник строительного отдела гражданского проектирования БашНИПИнефть.

## Наследие
Соавтор проектов общественных и жилых зданий в городах Дюртюли, Нефтекамск, Уфа, Янаул, а также в селе Кандры Туймазинского района, в посёлке городского типа Приютово Белебеевского района.
Соавтор проектов: в 1972 году — павильонов ВДНХ Башкирской АССР, в 1981 году — Дворца культуры «Нефтяник», в 1985 году, совместно с М. П. Мазиным — здания КГБ Башкирской АССР.

## Примечание
1. ↑  Архитекторы. bashenc.online. Дата обращения: 27 января 2021. Архивировано 31 января 2021 года.
2. ↑  НОВИКОВ Олег Валерьянович. bashenc.online. Дата обращения: 27 января 2021. Архивировано 1 февраля 2021 года.
3. ↑  [eot.su/node/18585 Открытие фотовыставки «Город солнца. Архитектура коммунизма» в Уфе | Суть времени]. eot.su. Дата обращения: 27 января 2021. Архивировано 1 февраля 2021 года.
4. ↑  ГКЗ «Башкортостан» сохранил историческое лицо и обрел современное оснащение. Официальный сайт Администрации ГО г. Уфа Республики Башкортостан. Дата обращения: 27 января 2021. Архивировано 30 марта 2021 года.
5. ↑  Государственный концертный зал «Башкортостан» - Культурный мир Башкортостана. kulturarb.ru. Дата обращения: 27 января 2021. Архивировано 1 февраля 2021 года.
6. ↑  Федеральная служба безопасности - Уфа от А до Я. Посреди России (28 февраля 2013). Дата обращения: 27 января 2021. Архивировано 7 февраля 2021 года.